# Nordatlantikrat
Der Nordatlantikrat (englisch North Atlantic Council, NAC; auch NATO-Rat genannt) mit Sitz in Brüssel (Belgien) ist das wichtigste Entscheidungsgremium der NATO, ausgestattet mit politischer Autorität und Entscheidungsbefugnis. Er befasst sich mit allen Bereichen der Bündnispolitik, mit Ausnahme der Verteidigungsplanung und der Nuklearpolitik. Von April 1952 bis 1959 befand sich der Sitz im und um den Palais de Chaillot und von Dezember 1959 bis 1967 in Porte Dauphine in Paris. Die erste Sitzung des Nordatlantikrates fand am 17. September 1949 in Washington, D.C., USA statt.

## Mitglieder
Der Nordatlantikrat setzt sich zusammen aus den ständigen Vertretern (im Range von Botschaftern) aller Mitgliedstaaten. Er ist die einzige Instanz, in der politische Fragen des Bündnisses entschieden werden, während der Militärausschuss der NATO das führende Organ für alle militärischen Fragen ist. Auf der Ebene der Außen- und Verteidigungsminister gibt es halbjährliche Treffen, auf der Ebene der Regierungschefs finden Treffen als NATO-Gipfel etwa alle zwei Jahre statt.

## Rechtsgrundlage
Die Rechtsgrundlage zur Bildung des Nordatlantikrates findet sich in Artikel 9 des Nordatlantikvertrages:

„Die Parteien errichten hiermit einen Rat, in dem jede von ihnen vertreten ist, um Fragen zu prüfen, welche die Durchführung dieses Vertrags betreffen. Der Aufbau dieses Rats ist so zu gestalten, daß er jederzeit schnell zusammentreten kann. Der Rat errichtet, soweit erforderlich, nachgeordnete Stellen, insbesondere setzt er unverzüglich einen Verteidigungsausschuß ein, der Maßnahmen zur Durchführung der Artikel 3 und 5 zu empfehlen hat.“

## Arbeitsorganisation
Die ständigen Vertreter der Bündnisstaaten treffen sich mindestens einmal pro Woche. Bei den wöchentlichen Treffen werden alle Aspekte der Tätigkeit der NATO, aktuelle Fragen und die Berichte und Empfehlungen der nachgeordneten Ausschüsse erörtert. Die Beratungen über außenpolitische Fragen sind nicht auf die Grenzen des Bündnisses beschränkt.
Der Nordatlantikrat wird von einem politischen und militärischen Stab unterstützt. Die vorbereitende Arbeit für die Entscheidungen leisten Ausschüsse und Expertengruppen. Es gibt neben etlichen politischen Ausschüssen unter anderem den Verteidigungsüberprüfungsausschuss, den Ausschuss für den Zivil- und Militärhaushalt, den Sicherheitsausschuss, den Luftverteidigungsausschuss, den Ausschuss für Fernmelde- und Informationssysteme, den Prüfungsausschuss für konventionelle Rüstung, den Infrastrukturausschuss, den Wirtschaftsausschuss, den Ausschuss für Information und kulturelle Beziehungen, den Wissenschaftsausschuss, den Umweltausschuss und den Ausschuss für die Aufgaben der modernen Gesellschaft. Dazu kommen verschiedene Gremien wie die Standardisierungsgruppe, die Arbeitsgruppen für konventionelle Abrüstung, die Konferenz der nationalen Rüstungsexperten, die Logistikerkonferenz, sowie Gruppen, die zu jeweils aktuellen Problemen gebildet werden.
Auf der Ebene der Außen- und Verteidigungsminister gibt es halbjährliche Treffen, auf der Ebene der Staats- und Regierungschefs finden die Gipfeltreffen etwa alle zwei Jahre statt.

## Bündnisinterne Kritik
Im Zusammenhang mit dem Kosovokrieg wurde – im NATO-Brief Frühjahr 2002 – erstmals deutliche bündnisinterne Kritik an der Dominanz der USA und der dadurch deutlich eingeschränkten Funktion des Nordatlantikrates bei der Entscheidungsfindung geübt. Demzufolge wurden die Luftangriffe gegen Jugoslawien nicht im Obersten Hauptquartier der NATO in Europa (SHAPE), sondern im amerikanischen Hauptquartier für den Kommandobereich Europa geplant. Der damalige NATO-Oberbefehlshaber General Wesley Clark habe sich bei seinen Entscheidungen auf eine kleine Gruppe von Offizieren gestützt, die nahezu alle dem amerikanischen Hauptquartier angehörten. Nur im Nachhinein sei dann die multinationale Zustimmung vom NATO-Militärausschuss und vom Nordatlantikrat eingeholt worden.

## Außerordentliche Treffen des Nordatlantikrates in Brüssel (Auswahl)
- 24. Februar 2022: Grund: Angriff russischer Streitkräfte auf die Ukraine
- 2. März 2014 und 4. März 2014 – Grund: Annexion der ukrainischen Halbinsel Krim durch Russland im März 2014.
- 3. Oktober 2012 – Grund: Granatenbeschuss der Türkei aus Syrien.
- 26. Juni 2012 – Grund: Abschuss eines türkischen Kampfflugzeuges durch Syrien.[2]
- 9. Juli 2008
- 9. Februar 2005
- 3. April 2003
- 21. Februar 2001

## Gipfeltreffen der Staats- und Regierungschefs der NATO-Mitgliedsstaaten

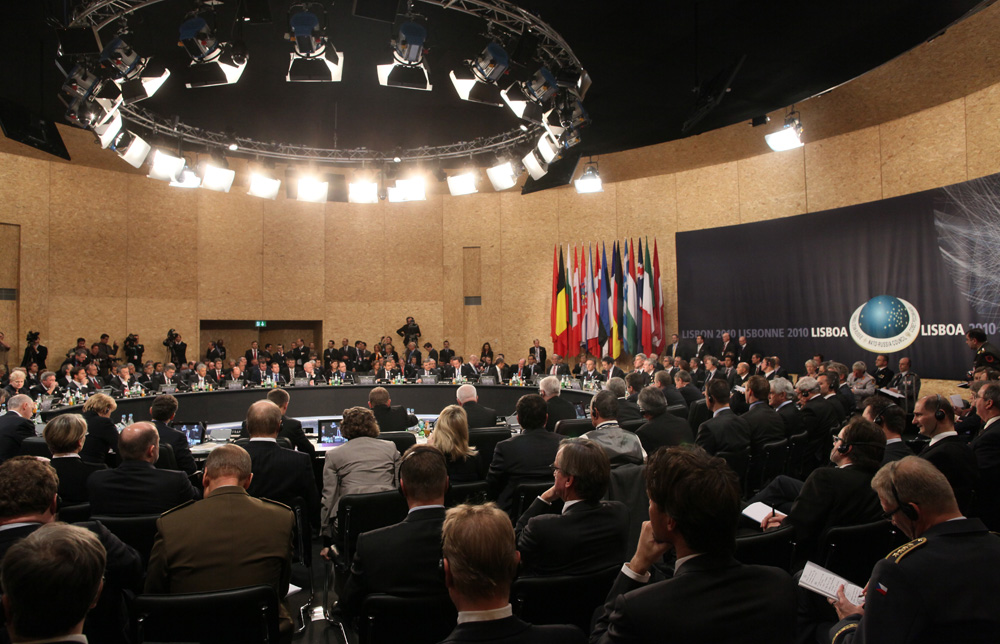
NATO-Gipfeltreffen im November 2010 in Lissabon (Portugal)

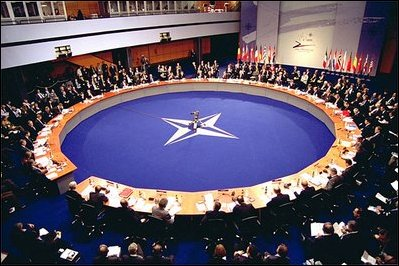
NATO-Gipfeltreffen im November 2002 in Prag (Tschechien)

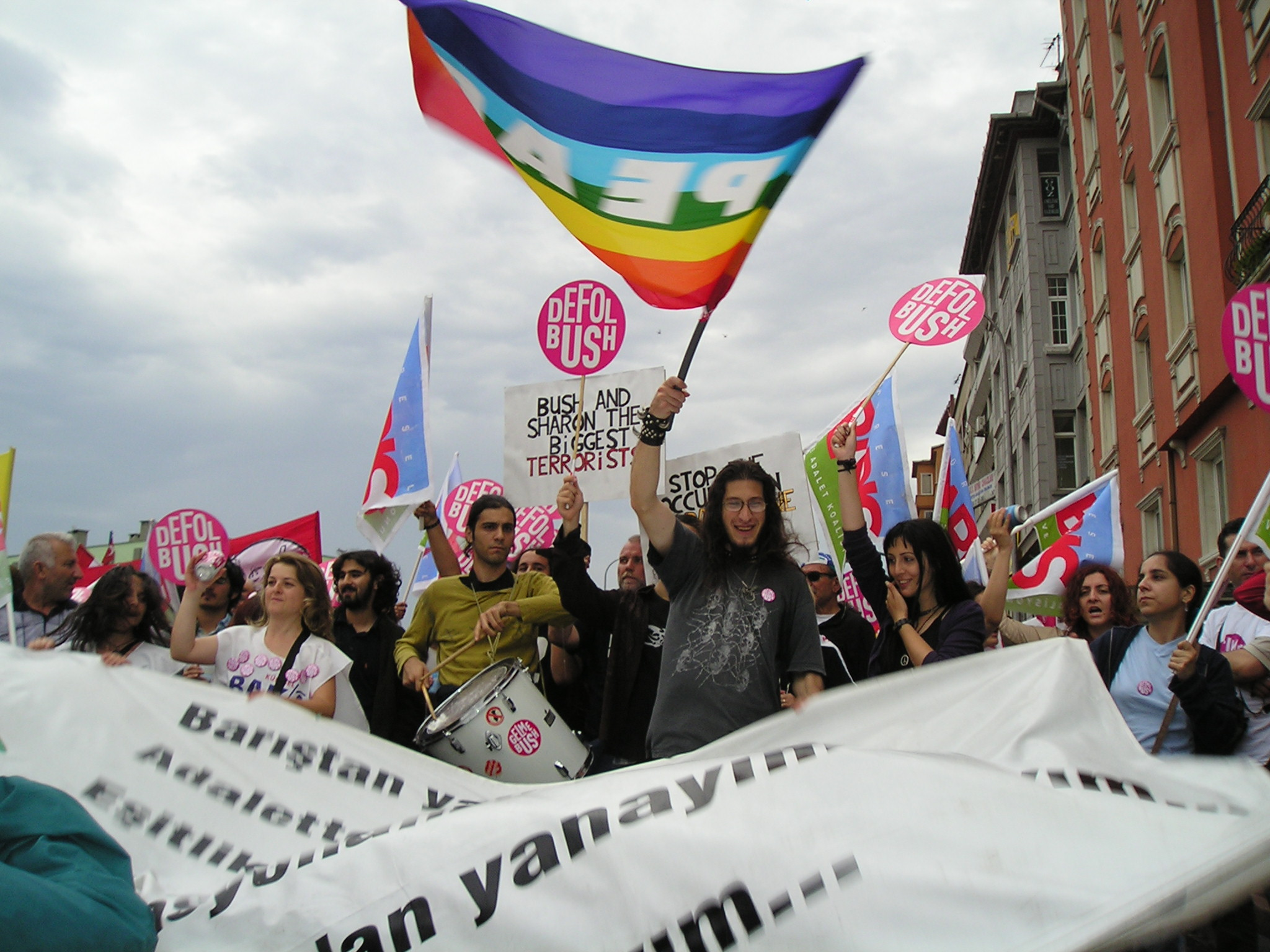
Demonstration während des NATO-Gipfeltreffens in Istanbul im Juni 2004

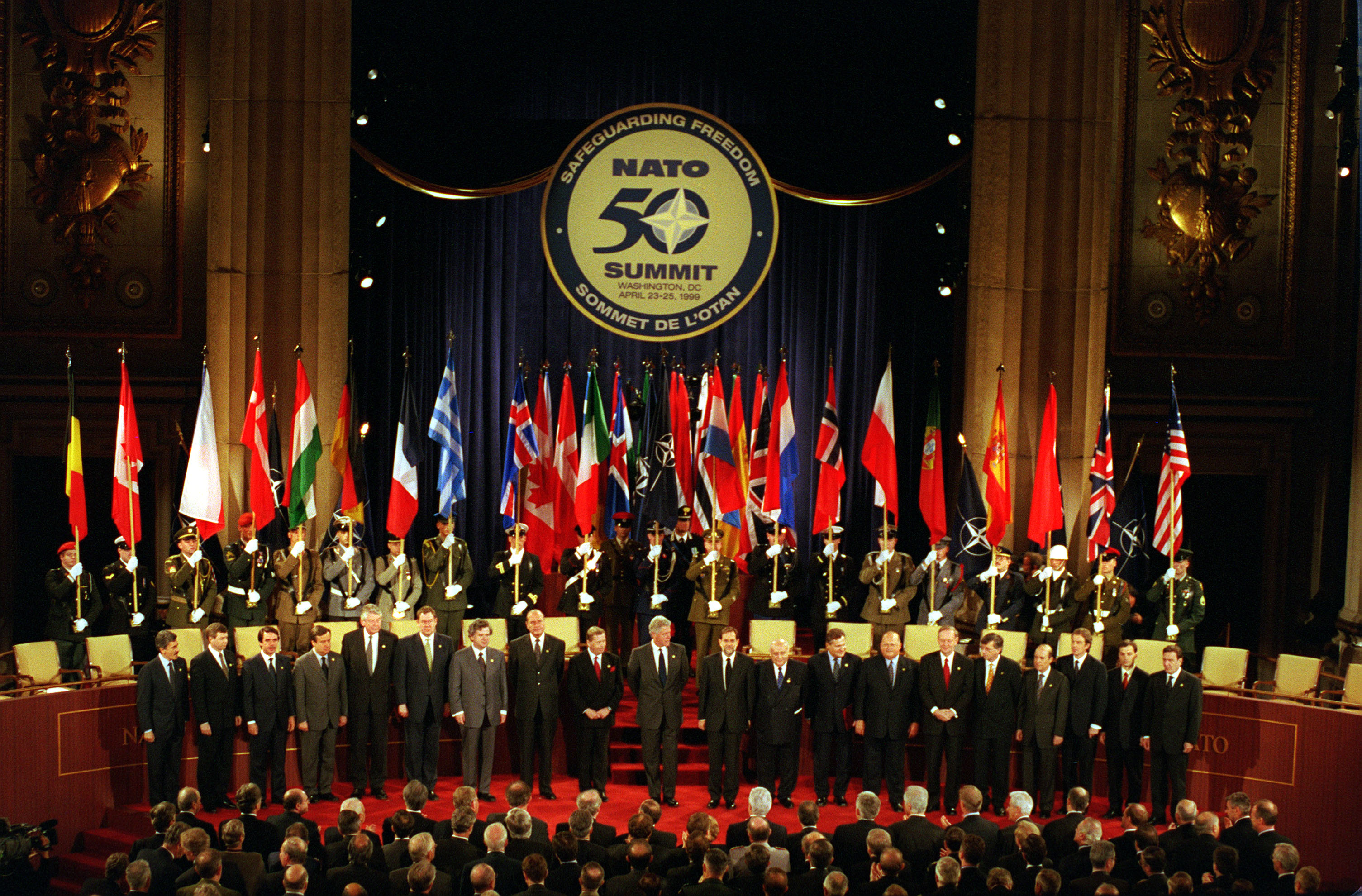
NATO-Gipfeltreffen im April 1999 in Washington (USA)

An den NATO-Gipfeltreffen nehmen die Staats- und Regierungschefs der NATO-Mitgliedsstaaten seit 1949 teil:
- 11. bis 12. Juli 2023 in Vilnius (Litauen)
- 28. bis 30. Juni 2022 in Madrid (Spanien)
- 14. Juni 2021 in Brüssel (Belgien)[3]
- 3. und 4. Dezember 2019 in London (Großbritannien)[4]
- 11. und 12. Juli 2018 in Brüssel (Belgien)
- 8. und 9. Juli 2016 in Warschau (Polen)
- 4. und 5. September 2014 in Newport (Großbritannien), siehe: NATO-Gipfel in Wales 2014
- 15. bis 22. Mai 2012 in Chicago (USA)
- 19. bis 20. November 2010 in Lissabon (Portugal)
- 3. bis 4. April 2009 in Baden-Baden, Kehl (beide Deutschland) und Straßburg (Frankreich)
- 2. bis 4. April 2008 in Bukarest (Rumänien)
- 28. und 29. November 2006 in Riga (Lettland)
- 22. Februar 2005 im NATO-Hauptquartier in Brüssel (Belgien)
- 28 und 29. Juni 2004 in Istanbul (Türkei)
- 21 und 22. November 2002 in Prag (Tschechien)
- 28. Mai 2002 in Rom (Italien)
- 13. Juni 2001 im NATO-Hauptquartier in Brüssel (Belgien)
- 22. bis 25. April 1999 in Washington, D.C. (USA)
- 8. und 9. Juli 1997 in Madrid (Spanien), siehe: NATO-Gipfel in Madrid 1997
- 27. Mai 1997 in Paris (Frankreich)
- 10. und 11. Januar 1994 in Brüssel (Belgien) – Partnerschaft für den Frieden
- 7. und 8. November 1991 in Rom (Italien) – Erklärung über Frieden und Zusammenarbeit, Neues Strategisches Konzept, Einführung des NATO-Kooperationsrates (NAKR)
- 5 und 6. Juli 1990 in London (Großbritannien) – „Londoner Erklärung“ zum Ende des Kalten Krieges, Präsident Manfred Wörner: „our Alliance is moving from confrontation to cooperation“
- 4. Dezember 1989 in Brüssel (Belgien)
- 29. und 30. Mai 1989 in Brüssel (Belgien)
- 2. und 3. März 1988 in Brüssel (Belgien)
- 21. November 1985 in Brüssel (Belgien)
- 9. und 10. Juni 1982 in Bonn (Bundesrepublik Deutschland), siehe: NATO-Gipfel in Bonn 1982
- 30. und 31. Mai 1978 in Washington, D.C. (USA)
- 10. und 11. Mai 1977 in London (Großbritannien)
- 29. und 30. Mai 1975 in Brüssel (Belgien)
- 26. Juni 1974 in Brüssel (Belgien)
- 16. bis 19. Dezember 1957 in Paris (Frankreich)
- 17. September 1949 in Washington, D.C. (USA) (Gründungsgipfel)

## Treffen der NATO-Verteidigungsminister

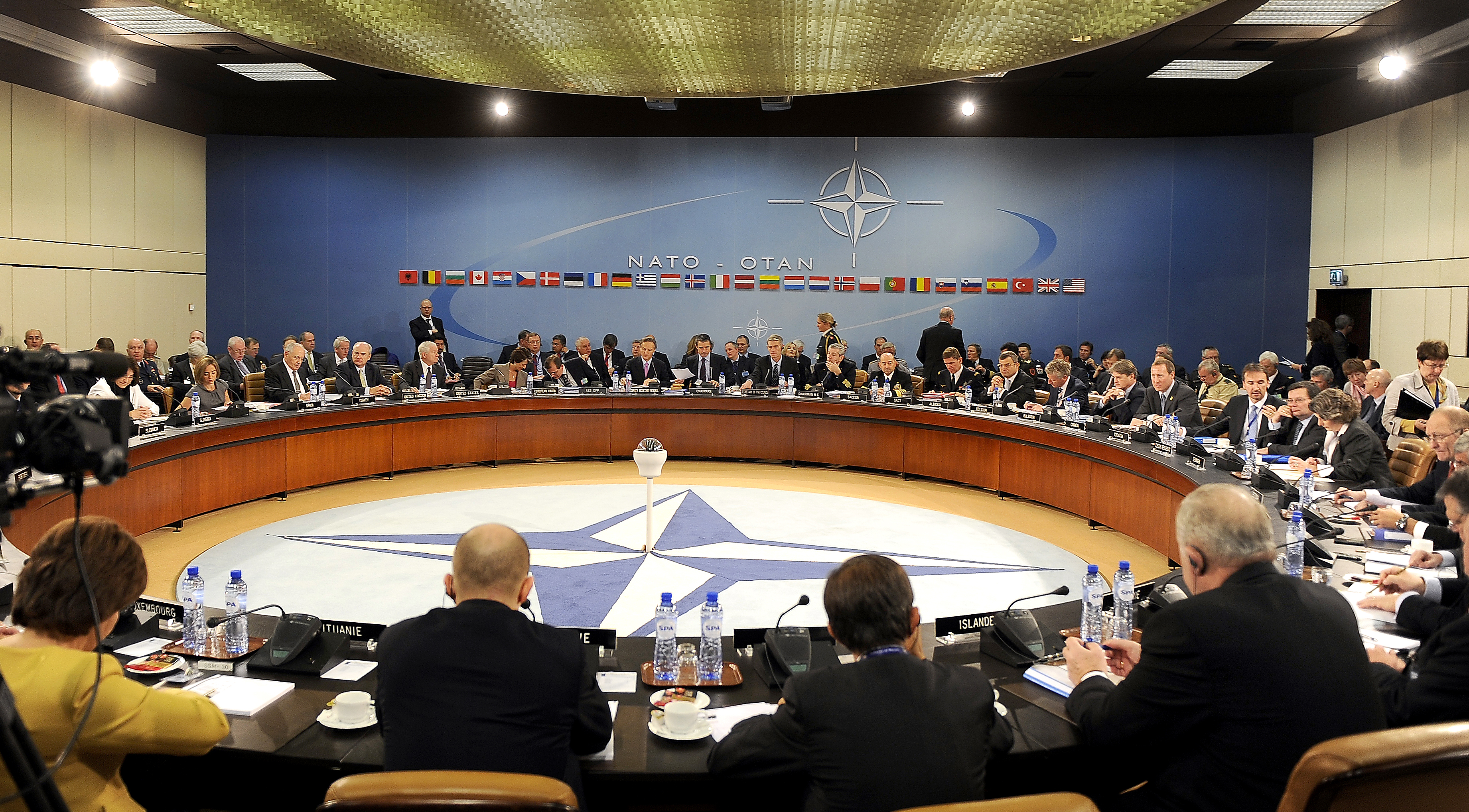
Konferenz der NATO-Außen- und Verteidigungsminister im Oktober 2010 im NATO-Hauptquartier in Brüssel (Belgien)

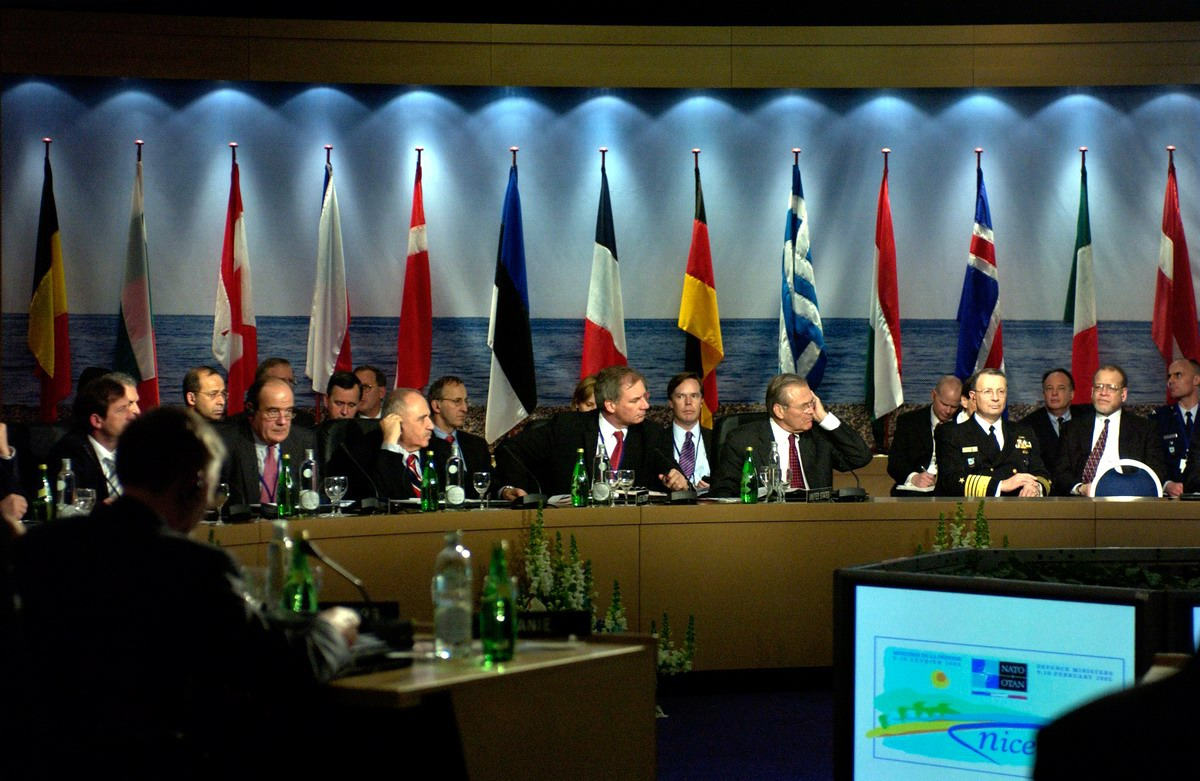
Konferenz der NATO-Verteidigungsminister im Februar 2005 in Nizza (Frankreich)

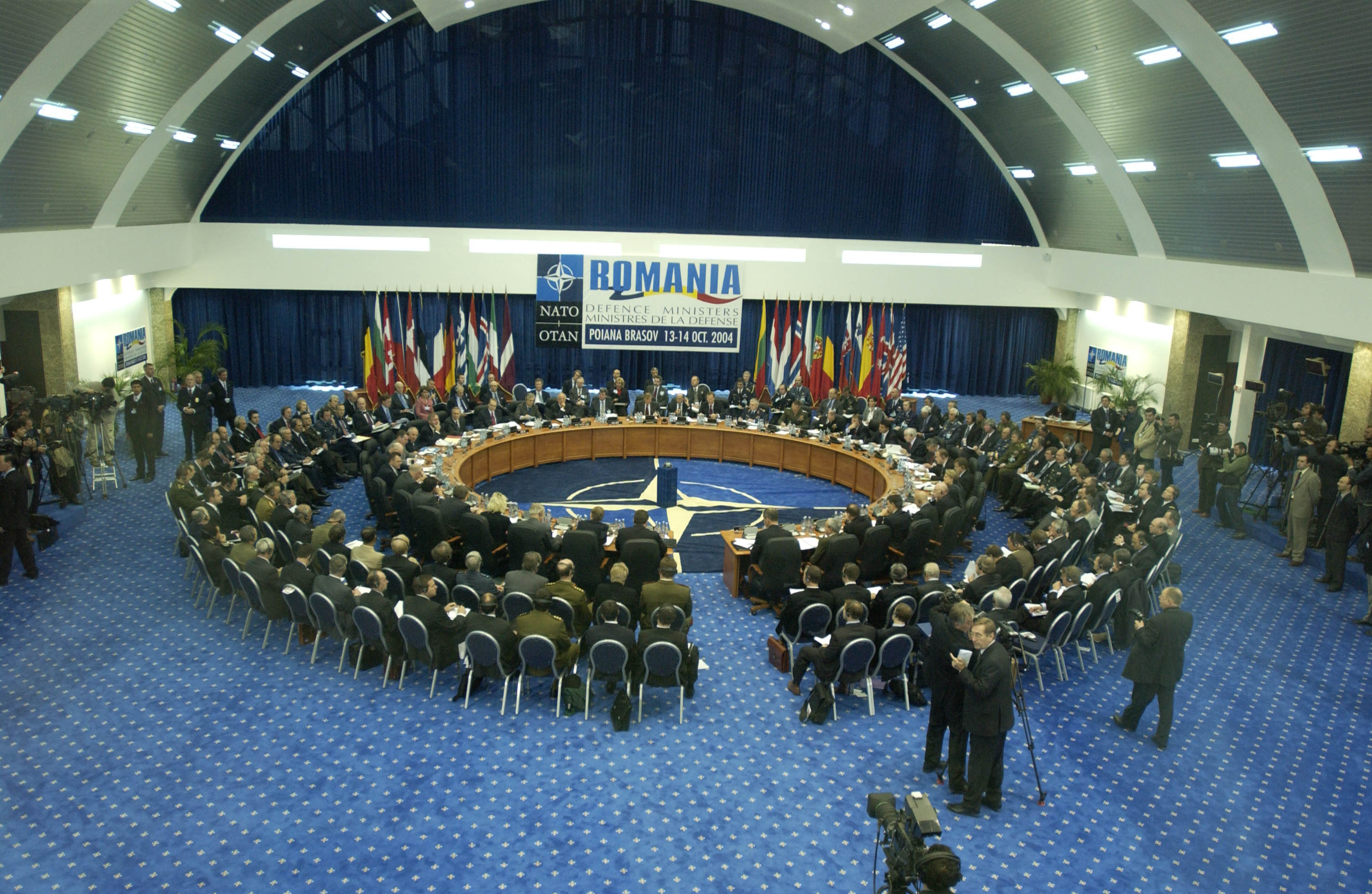
Konferenz der NATO-Verteidigungsminister im Oktober 2004 in Brașov (Rumänien)

### Seit 2010
- 13. Februar 2025 im NATO-Hauptquartier in Brüssel (Belgien)[5]

- 17. Oktober 2024 im NATO-Hauptquartier in Brüssel (Belgien)[6]

- 11./12. Oktober 2023 im NATO-Hauptquartier in Brüssel (Belgien)[7]

- 15./16. Juni 2023 im NATO-Hauptquartier in Brüssel (Belgien)[8]

- 12./13. Oktober 2022 im NATO-Hauptquartier in Brüssel (Belgien)[9]

- 16./17. Februar 2022 im NATO-Hauptquartier in Brüssel (Belgien)[10]

- 21./22. Oktober 2021 im NATO-Hauptquartier in Brüssel (Belgien)[11]

- 17./18. Februar 2021 per Videokonferenz[12]

- 17./18. Juni 2020 per Videokonferenz[13]

- 24. Oktober 2019 im NATO-Hauptquartier in Brüssel (Belgien)[14]

- 8./9. November 2017 im NATO-Hauptquartier in Brüssel (Belgien)[15]

- 29. Juni 2017 im NATO-Hauptquartier in Brüssel (Belgien)
- 10./11. Februar 2016 im NATO-Hauptquartier in Brüssel (Belgien)
- 8. Oktober 2015 im NATO-Hauptquartier in Brüssel (Belgien)
- 24./25. Juni 2015 im NATO-Hauptquartier in Brüssel (Belgien)
- 5. Februar 2015 im NATO-Hauptquartier in Brüssel (Belgien)
- 3./4. Juni 2014 im NATO-Hauptquartier in Brüssel (Belgien)
- 26./27. Februar 2014 im NATO-Hauptquartier in Brüssel (Belgien)
- 22./23. Oktober 2013 im NATO-Hauptquartier in Brüssel (Belgien)
- 4./5. Juni 2013 im NATO-Hauptquartier in Brüssel (Belgien)
- 21./22. Februar 2013 im NATO-Hauptquartier in Brüssel (Belgien)
- 9./10. Oktober 2012 im NATO-Hauptquartier in Brüssel (Belgien)
- 2./3. Februar 2012 im NATO-Hauptquartier in Brüssel (Belgien)
- 5./6. Oktober 2011 im NATO-Hauptquartier in Brüssel (Belgien)
- 8./9. Juni 2011 im NATO-Hauptquartier in Brüssel (Belgien)
- 10./11. März 2011 im NATO-Hauptquartier in Brüssel (Belgien)
- 14./15. Oktober 2010 im NATO-Hauptquartier in Brüssel (Belgien)
- 10./11. Juni 2010 im NATO-Hauptquartier in Brüssel (Belgien)
- 4./5. Februar 2010 in Istanbul (Türkei)

### 2000–2009
- 22./23. Oktober 2009 in Bratislava (Slowakei)
- 11./12. Juni 2009 im NATO-Hauptquartier in Brüssel (Belgien)
- 19./20. Februar 2009 in Krakau (Polen)
- 9./10. Oktober 2008 in Budapest (Ungarn)
- 18./19. September 2008 in London (Großbritannien)
- 12./13. Juni 2008 im NATO-Hauptquartier in Brüssel (Belgien)
- 7./8. Februar 2008 in Vilnius (Litauen)
- 24./25. Oktober 2007 in Noordwijk (Niederlande)
- 14./15. Juni 2007 im NATO-Hauptquartier in Brüssel (Belgien)
- 8./9. Februar 2007 in Sevilla (Spanien)
- 28./29. September 2006 in Portorož (Slowenien)
- 8. Juni 2006 im NATO-Hauptquartier in Brüssel (Belgien)
- 9./10. Februar 2006 in Taormina (Italien)
- 13./14. September 2005 in Berlin (Deutschland)
- 9./10. Juni 2005 im NATO-Hauptquartier in Brüssel (Belgien)
- 9./10. Februar 2005 in Nizza (Frankreich)
- 13./14. Oktober 2004 in Brașov (Kronstadt) (Rumänien)
- 6. Februar 2004 in München (Deutschland)
- 1./2. Dezember 2003 im NATO-Hauptquartier in Brüssel (Belgien)
- 8./9. September 2003 in Colorado Springs (USA)
- 12./13. Juni 2003 im NATO-Hauptquartier in Brüssel (Belgien)
- 24./25. September 2002 in Warschau (Polen)
- 6./7. Juni 2002 im NATO-Hauptquartier in Brüssel (Belgien)
- 18./19. Dezember 2001 im NATO-Hauptquartier in Brüssel (Belgien)
- 26. September 2001 im NATO-Hauptquartier in Brüssel (Belgien)
- 7./8. Juni 2001 im NATO-Hauptquartier in Brüssel (Belgien)
- 5./6. Dezember 2000 im NATO-Hauptquartier in Brüssel (Belgien)
- 10./11. Oktober 2000 in Birmingham (Großbritannien)
- 8./9. Juni 2000 im NATO-Hauptquartier in Brüssel (Belgien)

### 1990–1999
- 2./3. Dezember 1999 im NATO-Hauptquartier in Brüssel (Belgien)
- 21./22. September 1999 in Toronto (Kanada)
- 18. Juni 1999 im NATO-Hauptquartier in Brüssel (Belgien)
- 17./18. Dezember 1998 im NATO-Hauptquartier in Brüssel (Belgien)
- 24./25. September 1998 in Vilamoura (Portugal)
- 11./12. Juni 1998 im NATO-Hauptquartier in Brüssel (Belgien)
- 2./3. Dezember 1997 im NATO-Hauptquartier in Brüssel (Belgien)
- 1./2. Oktober 1997 in Maastricht (Niederlande)
- 12./13. Juni 1997 im NATO-Hauptquartier in Brüssel (Belgien)
- 17./18. Dezember 1996 im NATO-Hauptquartier in Brüssel (Belgien)
- 25./26. September 1996 in Bergen (Norwegen)
- 13./14. Juni 1996 im NATO-Hauptquartier in Brüssel (Belgien)
- 5. Dezember 1995 im NATO-Hauptquartier in Brüssel (Belgien)
- 28./29. November 1995 im NATO-Hauptquartier in Brüssel (Belgien)
- 5./6. Oktober 1995 in Williamsburg (USA)
- 8./9. Juni 1995 im NATO-Hauptquartier in Brüssel (Belgien)
- 14. Dezember 1994 im NATO-Hauptquartier in Brüssel (Belgien)
- 29. September 1994 in Sevilla (Spanien)
- 25. Mai 1994 im NATO-Hauptquartier in Brüssel (Belgien)
- 8. Dezember 1993 im NATO-Hauptquartier in Brüssel (Belgien)
- 25. Mai 1993 im NATO-Hauptquartier in Brüssel (Belgien)
- 29. März 1993 im NATO-Hauptquartier in Brüssel (Belgien)
- 11. Dezember 1992 im NATO-Hauptquartier in Brüssel (Belgien)
- 25./26. Mai 1992 im NATO-Hauptquartier in Brüssel (Belgien)
- 31. März bis 1. April 1992 im NATO-Hauptquartier in Brüssel (Belgien)
- 28. Mai 1991 im NATO-Hauptquartier in Brüssel (Belgien)
- 5./6. Dezember 1990 im NATO-Hauptquartier in Brüssel (Belgien)
- 23. Mai 1990 im NATO-Hauptquartier in Brüssel (Belgien)

### Vor 1990
- 28. November 1989 im NATO-Hauptquartier in Brüssel (Belgien)
- 22. Mai 1986 im NATO-Hauptquartier in Brüssel (Belgien)
- 12. Dezember 1979 im NATO-Hauptquartier in Brüssel (Belgien)
- 7. Dezember 1976 im NATO-Hauptquartier in Brüssel (Belgien)
- 2. Dezember 1970 im NATO-Hauptquartier in Brüssel (Belgien)
- 6. April 1967 in Washington, D.C. (USA)
- 14. Dezember 1966 im NATO-Hauptquartier in Paris (Frankreich)
- 4. Mai 1962 in Athen (Griechenland)

## Treffen der NATO-Außenminister

### Seit 2010
- 31. März 2017 im NATO-Hauptquartier in Brüssel (Belgien)
- 1./2. Dezember 2015 im NATO-Hauptquartier in Brüssel (Belgien)
- 13./14. Mai 2015 in Antalya (Türkei)
- 2. Dezember 2014 im NATO-Hauptquartier in Brüssel (Belgien)
- 24./25. Juni 2014 im NATO-Hauptquartier in Brüssel (Belgien)
- 1./2. April 2014 im NATO-Hauptquartier in Brüssel (Belgien)
- 3./4. Dezember 2013 im NATO-Hauptquartier in Brüssel (Belgien)
- 23. April 2013 im NATO-Hauptquartier in Brüssel (Belgien)
- 4./5. Dezember 2012 im NATO-Hauptquartier in Brüssel (Belgien)
- 18./19. April 2012 im NATO-Hauptquartier in Brüssel (Belgien)
- 7./8. Dezember 2011 im NATO-Hauptquartier in Brüssel (Belgien)
- 14./15. April 2011 in Berlin (Deutschland)
- 14./15. Oktober 2010 im NATO-Hauptquartier in Brüssel (Belgien)
- 22./23. April 2010 in Tallinn (Estland)

### 2000–2009
- 3./4. Dezember 2009 im NATO-Hauptquartier in Brüssel (Belgien)
- 5. März 2009 im NATO-Hauptquartier in Brüssel (Belgien)
- 2./3. Dezember 2008 im NATO-Hauptquartier in Brüssel (Belgien)
- 18. August 2008 im NATO-Hauptquartier in Brüssel (Belgien)
- 6. März 2008 im NATO-Hauptquartier in Brüssel (Belgien)
- 6./7. Dezember 2007 im NATO-Hauptquartier in Brüssel (Belgien)
- 26./27. April 2007 in Oslo (Norwegen)
- 26. Januar 2007 im NATO-Hauptquartier in Brüssel (Belgien)
- 21. September 2006 in New York City (USA)
- 27./28. April 2006 in Sofia (Bulgarien)
- 8. Dezember 2005 im NATO-Hauptquartier in Brüssel (Belgien)
- 20./21. April 2005 in Vilnius (Litauen)
- 8./9. Dezember 2004 im NATO-Hauptquartier in Brüssel (Belgien)
- 2. April 2004 im NATO-Hauptquartier in Brüssel (Belgien)
- 4./5. Dezember 2003 im NATO-Hauptquartier in Brüssel (Belgien)
- 3./4. Juni 2003 in Madrid (Spanien)
- 14./15. Mai 2002 in Reykjavík (Island)
- 6./7. Dezember 2001 im NATO-Hauptquartier in Brüssel (Belgien)
- 29./30. Mai 2001 in Budapest (Ungarn)
- 14./15. Dezember 2000 im NATO-Hauptquartier in Brüssel (Belgien)
- 24./25. Mai 2000 in Florenz (Italien)

### 1990–1999
- 15./16. Dezember 1999 im NATO-Hauptquartier in Brüssel (Belgien)
- 18. Juni 1999 im NATO-Hauptquartier in Brüssel (Belgien)
- 12. April 1999 im NATO-Hauptquartier in Brüssel (Belgien)
- 8./9. Dezember 1998 im NATO-Hauptquartier in Brüssel (Belgien)
- 11./12. Juni 1998 im NATO-Hauptquartier in Brüssel (Belgien)
- 28./29. Mai 1998 in Luxemburg
- 16./17. Dezember 1997 im NATO-Hauptquartier in Brüssel (Belgien)
- 26. September 1997 in New York City (USA)
- 29./30. Mai 1997 in Sintra (Portugal)
- 18. Februar 1997 im NATO-Hauptquartier in Brüssel (Belgien)
- 10./11. Dezember 1996 im NATO-Hauptquartier in Brüssel (Belgien)
- 3./4. Juni 1996 in Berlin (Deutschland)
- 5. Dezember 1995 im NATO-Hauptquartier in Brüssel (Belgien)
- 30./31. Mai 1995 in Noordwijk (Niederlande)
- 1. Dezember 1994 im NATO-Hauptquartier in Brüssel (Belgien)
- 19. Oktober 1994 im NATO-Hauptquartier in Brüssel (Belgien)
- 9./10. Juni 1994 in Istanbul (Türkei)
- 14. Dezember 1993 im NATO-Hauptquartier in Brüssel (Belgien)
- 2./3. Dezember 1993 im NATO-Hauptquartier in Brüssel (Belgien)
- 9. August 1993 im NATO-Hauptquartier in Brüssel (Belgien)
- 2. August 1993 im NATO-Hauptquartier in Brüssel (Belgien)
- 10./11. Juni 1993 im NATO-Hauptquartier in Brüssel (Belgien)
- 2. April 1993 im NATO-Hauptquartier in Brüssel (Belgien)
- 26. Februar 1993 im NATO-Hauptquartier in Brüssel (Belgien)
- 17./18. September 1992 im NATO-Hauptquartier in Brüssel (Belgien)
- 4./5. Juni 1992 in Oslo (Norwegen)
- 21. Mai 1992 im NATO-Hauptquartier in Brüssel (Belgien)
- 10. März 1992 im NATO-Hauptquartier in Brüssel (Belgien)
- 19. Dezember 1991 im NATO-Hauptquartier in Brüssel (Belgien)
- 19.–21. August 1991 im NATO-Hauptquartier in Brüssel (Belgien)
- 6. Juni 1991 in Kopenhagen (Dänemark)
- 17. Dezember 1990 im NATO-Hauptquartier in Brüssel (Belgien)
- 3. Oktober 1990 im NATO-Hauptquartier in Brüssel (Belgien)
- 10. September 1990 im NATO-Hauptquartier in Brüssel (Belgien)
- 10. August 1990 im NATO-Hauptquartier in Brüssel (Belgien)
- 7. Juni 1990 in Turnberry (Schottland, Großbritannien)
- 3. Mai 1990 im NATO-Hauptquartier in Brüssel (Belgien)

### Vor 1990
- 14. Dezember 1989 im NATO-Hauptquartier in Brüssel (Belgien)
- 9. Juni 1988 in Spanien (Madrid)
- 11. Dezember 1987 im NATO-Hauptquartier in Brüssel (Belgien)
- 11. Dezember 1986 im NATO-Hauptquartier in Brüssel (Belgien)
- 29. Mai 1986 in Halifax (Kanada)
- 31. Mai 1984 in Washington, D.C. (USA)
- 8. Dezember 1983 im NATO-Hauptquartier in Brüssel (Belgien)
- 10. Dezember 1981 im NATO-Hauptquartier in Brüssel (Belgien)
- 11./12. Dezember 1980 im NATO-Hauptquartier in Brüssel (Belgien)
- 12. Dezember 1979 im NATO-Hauptquartier in Brüssel (Belgien)
- Oktober 1977 in Bari (Italien)
- 20. Mai 1976 in Oslo (Norwegen)
- 30. Mai 1972 in Bonn (Bundesrepublik Deutschland)
- 2. Dezember 1970 in Brüssel (Belgien)
- 10. April 1969 in Washington, D.C. (USA)
- 24. Juni 1968 in Reykjavík (Island)
- 13. Dezember 1967 in Brüssel (Belgien)
- 4. Mai 1962 in Athen (Griechenland)
- 13. Dezember 1961 im NATO-Hauptquartier in Paris (Frankreich)
- 15. Dezember 1959 im NATO-Hauptquartier in Paris (Frankreich)
- 2./3. Mai 1957 in Bonn (Bundesrepublik Deutschland)
- 4. Mai 1956 im NATO-Hauptquartier in Paris (Frankreich)
- 20. Februar 1952 in Lissabon (Portugal)
- 20. September 1951 in Ottawa (Kanada)
- 17. September 1949 in Washington, D.C. (USA)